# Express Yourself
"Express Yourself" je drugi singl američke pjevačice Madonne s četvrtoga studijskog albuma Like a Prayer. Singl je izdan 9. svibnja 1989. pod Sire Recordsom, a 1990. se pojavljuje i na kompilaciji najvećih hitova The Immaculate Collection, a 2009. na Celebration.

## O pjesmi
"Express Yourself" su napisali Madonna i Stephan Bray, a pjesma je kao singl izdana 9. svibnja 1989. U Europi je ovo bio šesti Madonnin broj 1 singl, i na najvišoj poziciji se zadržao 3 tjedna. U Japanu i SAD-u je bio na 2. poziciji, dok se i ostatku svijeta uglavnom nalazio unutar prvih 5. Tako je u UK-u bio na 5. mjestu, a u Kanadi na 4. mjestu.
Pjesma je debitirala na 41. mjestu američke Billboard Hot 100. Dospjela je na 2. mjesto, a od samog vrha su je zaustavile pjesme "If You Don't Know Me By Now" Simpley Reda i "Toy Soldiers" Martike.
Ovo je možda Madonnina pjesma s najjasnijom porukom. Govori o važnosti žene i o tome kako žena treba uzimati samo ono najbolje i ne zadovoljavati se lošijim. Govori i kako mušku ljubav treba "staviti na test".
Pjesma je u Francuskoj izdana samo kao maxi-singl. Razlog je bio velika popularnost prethodnog singla "Like A Prayer". Tako je Warner Bros. mislio preskočiti ovaj singl i poslije najavnog singla, za drugi singl u Francuskoj staviti "Cherish". Ali francuske radio postaje su odlučile puštati ovu pjesmu u vlastitoj obradi. Zato pjesma nije bila u mogućnosti uspeti se na ljestvicu najboljih singlova.
Pobjednica prve sezone Američkog Idola, Kelly Clarkson je pjevala ovu pjesmu na audiciji.

## Live nastupi
1989. je Madonna izvela pjesmu na MTV-jevoj dodjeli nagrada. Istu koreografiju je koristila na Blond Ambition World Tour na kojoj je pjesma otvarala koncerte. Pjesmu je izvela i na sljedećoj, The Girlie Show World Tour 1993. te 2004. na Re-Invention World Tour. 2008. na Sticky & Sweet Tour je izvodila pjesmu na zahtjev publike.

## Službene verzije
- Album Version (4:37)
- 7" Remix (4:35)
- Video Version (4:25)
- Local Mix (6:26)
- Remix/Edit (4:50) -Promo
- Non-Stop Express Mix (7:57)
- Stop & Go Dubs (10:49) ++
- Q-Sound Mix / The Immaculate Collection Mix (4:02) +
- Express Yourself (1990) (Shep's 'Spressin Himself Re-remix) (9:31)

## Popis pjesama i formata
| US 7" Vinyl Singl (Promo) 1. "Express Yourself" (7" Remix) 4:35 2. "Express Yourself" (Remix/Edit) 4:50 US 7" Vinyl Singl 1. "Express Yourself" (7" Remix) 4:35 2. "The Look of Love" (Album Version) 4:00 US 7" Vinyl Singl "Back To Back Hits" 1. "Express Yourself" (7" Remix) 4:35 2. "Cherish" (Fade) 4:03 US 12" Vinyl Maxi-Singl 1. "Express Yourself" (Non-Stop Express Mix) 7:57 2. "Express Yourself" (Stop & Go Dubs) 10:49 3. "Express Yourself" (Local Mix) 6:26 4. "The Look of Love" (Album Version) 4:00 US 5" CD Singl (Promo) 1. "Express Yourself" (7" Remix) 4:35 2. "Express Yourself" (Remix/Edit) 4:50 3. "Express Yourself" (Non-Stop Express Mix) 7:57 4. "Express Yourself" (Local Mix) 6:26 Brazilski 12" Maxi-Singl (Promo) 1. "Express Yourself" (Album Version) 4:37 2. "Express Yourself" (7" Remix) 4:35 3. "Express Yourself" (Non-Stop Express Mix) 7:57 4. "Express Yourself" (Stop & Go Dubs) 10:49 UK 3" CD Singl 1. "Express Yourself" (Non Stop Express Mix) 7:57 2. "Express Yourself" (Stop & Go Dubs) 10:49 Njemački 12" Vinyl Maxi-Singl 1. "Express Yourself" (Non Stop Express Mix) 7:57 2. "Express Yourself" (Stop & Go Dubs) 10:49 Njemački 5" CD Singl 1. "Express Yourself" (Non Stop Express Mix) 7:57 2. "Express Yourself" (Stop & Go Dubs) 10:49 Japanski 3" CD Singl 1. "Express Yourself" (Album Version) 4:37 2. "The Look of Love" (Album Version) 4:00 Japanski CD Mini-Album Remixed Prayers 1. "Like a Prayer" (12" Dance Mix) 7:50 2. "Like a Prayer" (12" Extended Mix) 7:21 3. "Like a Prayer" (Churchapella) 6:05 4. "Like a Prayer" (12" Club Version) 6:35 5. "Like a Prayer" (7" Remix Edit) 5:41 6. "Express Yourself" (Non-Stop Express Mix) 7:57 7. "Express Yourself" (Stop & Go Dubs) 10:49 8. "Express Yourself" (Local Mix) 6:26 | US CD Maxi-Singl "Justify My Love" 1. "Justify My Love" (Q-Sound Mix) 4:55 2. "Justify My Love" (Orbit 12" Mix) 7:16 3. "Justify My Love" (Hip Hop Mix) 6:31 4. "Express Yourself" (1990) (Shep's 'Spressin' Himself Re-Remix) 9:30 5. "Justify My Love" (The Beast Within Mix) 6:11 Njemački 7" Vinyl Singl "Justify My Love" 1. "Justify My Love" (Album Version) 4:58 2. "Express Yourself" (Remix Album Version) 4:02 Njemački 12" Vinyl Maxi-Singl "Justify My Love" 1. "Justify My Love" (William Orbit Remix) 7:16 2. "Justify My Love" (Album Version) 4:59 3. "Express Yourself" (Shep's 'Spressin' Himself Re-Remix) 4:02 - Japanski 3" CD Singl "Justify My Love" 1. "Justify My Love" (Album Version) 4:58 2. "Express Yourself" (Remix Album Version) 4:02 Japanski CD Mini-Album "Rescue Me" 1. "Justify My Love" (Q-Sound Mix) 4:55 2. "Justify My Love" (Orbit 12" Mix) 7:16 3. "Justify My Love" (Hip Hop Mix) 6:31 4. "Express Yourself" (1990) (Shep's 'Spressin' Himself Re-Remix) 9:30 5. "Justify My Love" (The Beast Within Mix) 6:11 6. "Rescue Me" (Single Mix) 4:51 7. "Rescue Me" (Titanic Vocal) 8:14 8. "Rescue Me" (Houseboat Vocal) 6:56 9. "Rescue Me" (Lifeboat Vocal) 5:20 10. "Rescue Me" (S.O.S. Mix) 6:21 |

## Na ljestvicama
| Ljestvica (1989)                      | Pozicija |
| ------------------------------------- | -------- |
| Australija                            | 5        |
| Austrija                              | 5        |
| Belgija                               | 2        |
| Europa                                | 1        |
| Irska                                 | 3        |
| Italija                               | 1        |
| Izrael                                | 1        |
| Japan                                 | 2        |
| Južnoarfička Republika                | 4        |
| Kanada                                | 4        |
| Nizozemska                            | 5        |
| Norveška                              | 4        |
| Njemačka                              | 3        |
| Španjolska                            | 3        |
| Švedska                               | 3        |
| Švicarska                             | 1        |
| Ujedinjeno Kraljevstvo                | 5        |
| U.S. Billboard Hot 100                | 2        |
| U.S. Billboard Hot Dance Club Play    | 1        |
| U.S. Billboard Hot Adult Contemporary | 12       |
| U.S. ARC Weekly Top 40                | 1        |

| Država            | Certifikacija |
| ----------------- | ------------- |
| Australija        | Zlatna        |
| Brazil            | Zlatna        |
| UK                | Srebrna       |
| Sjedinjene Države | Zlatna        |